# Agave funkiana
Agave funkiana är en sparrisväxtart som beskrevs av Karl Heinrich Koch och Carl David Bouché. Agave funkiana ingår i släktet Agave och familjen sparrisväxter. Inga underarter finns listade i Catalogue of Life.

## Bildgalleri

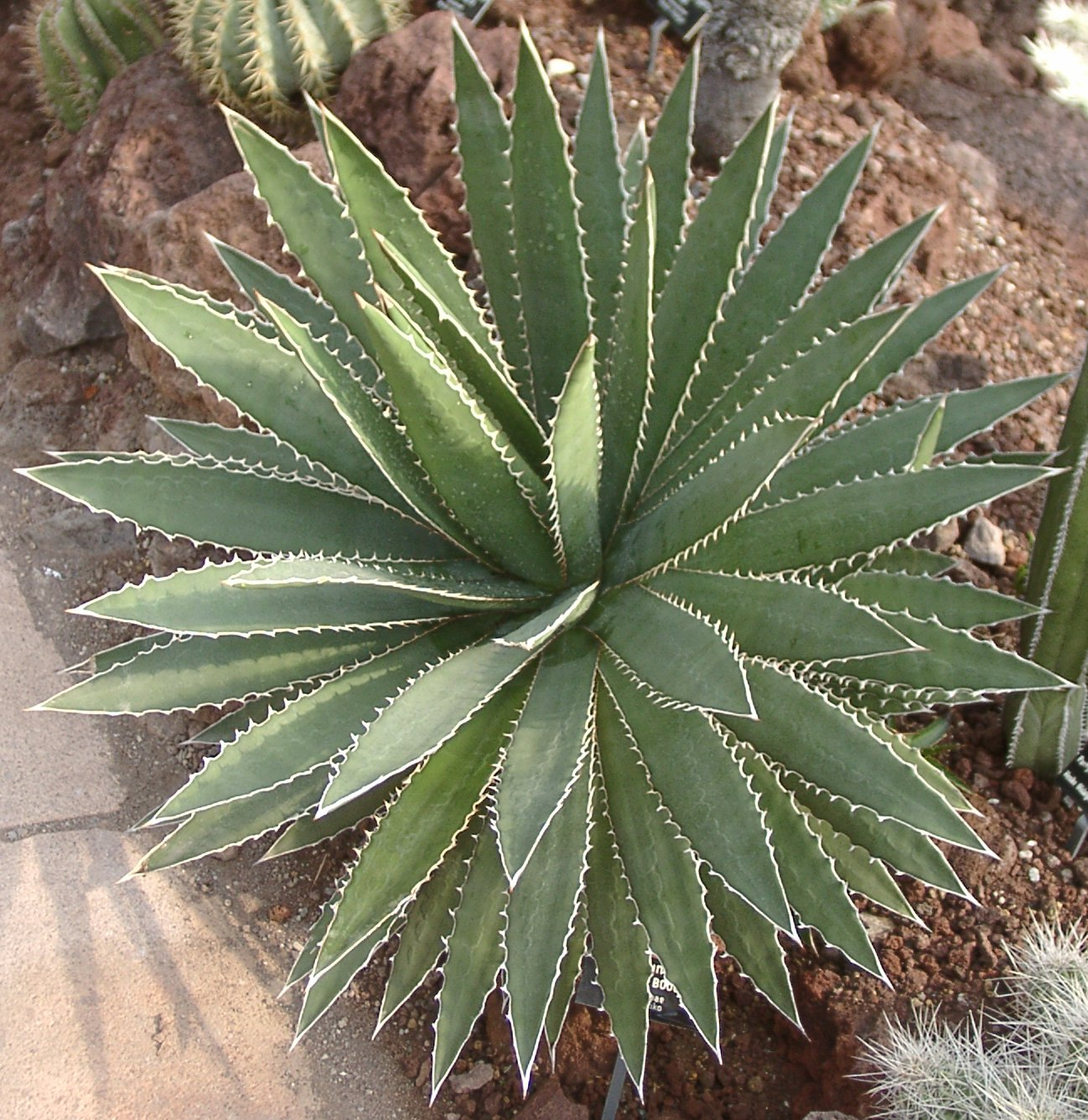
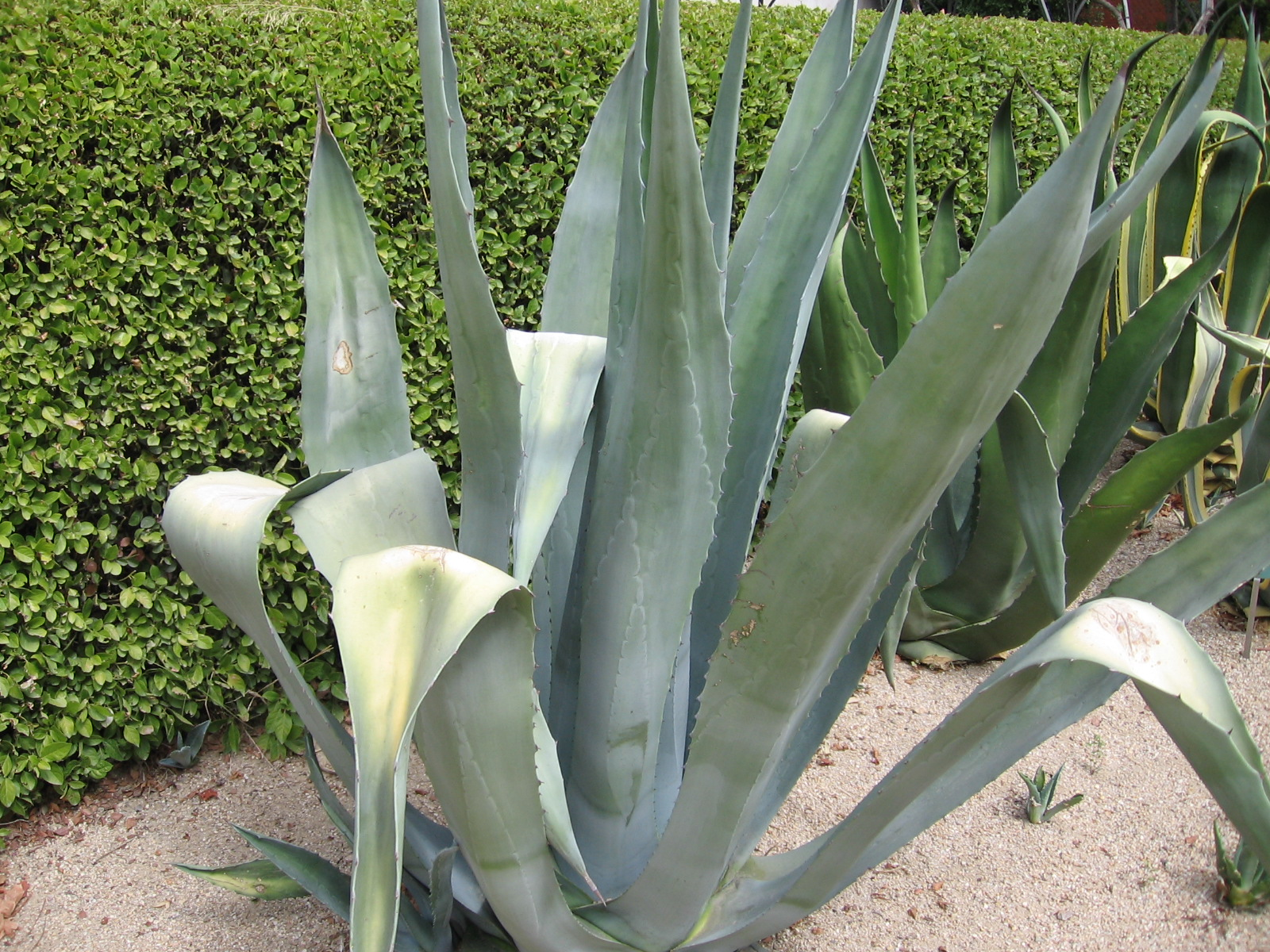
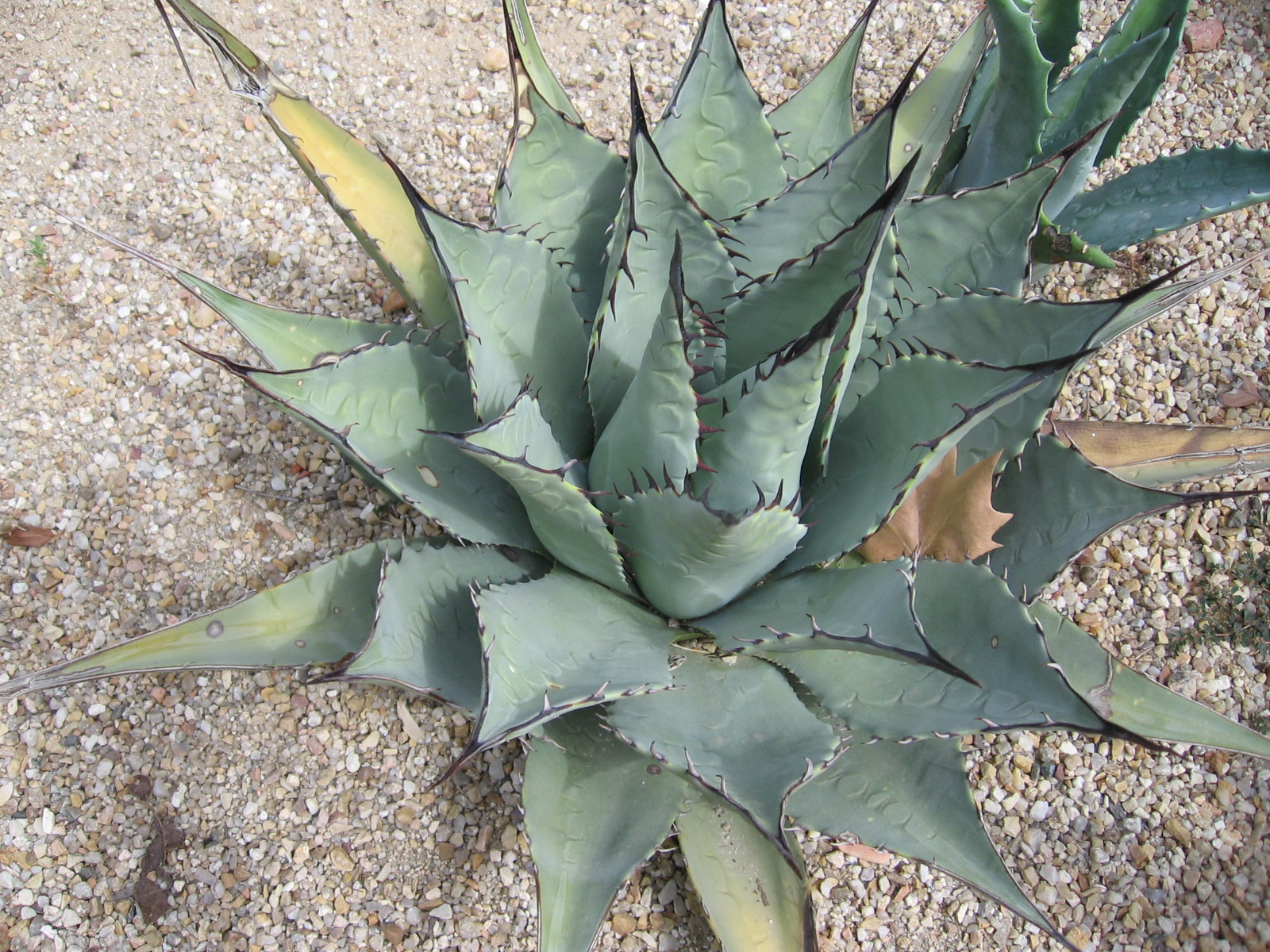
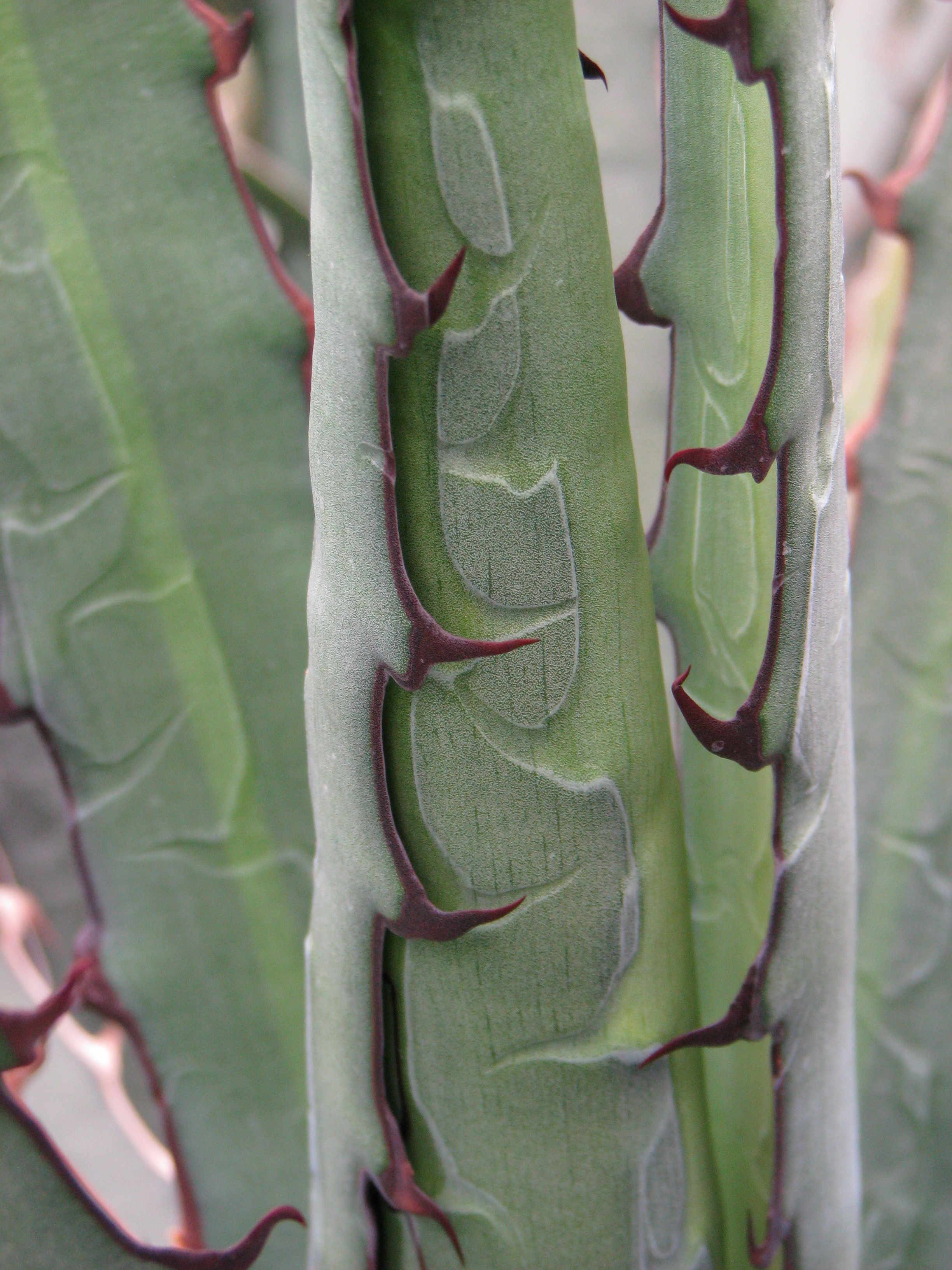
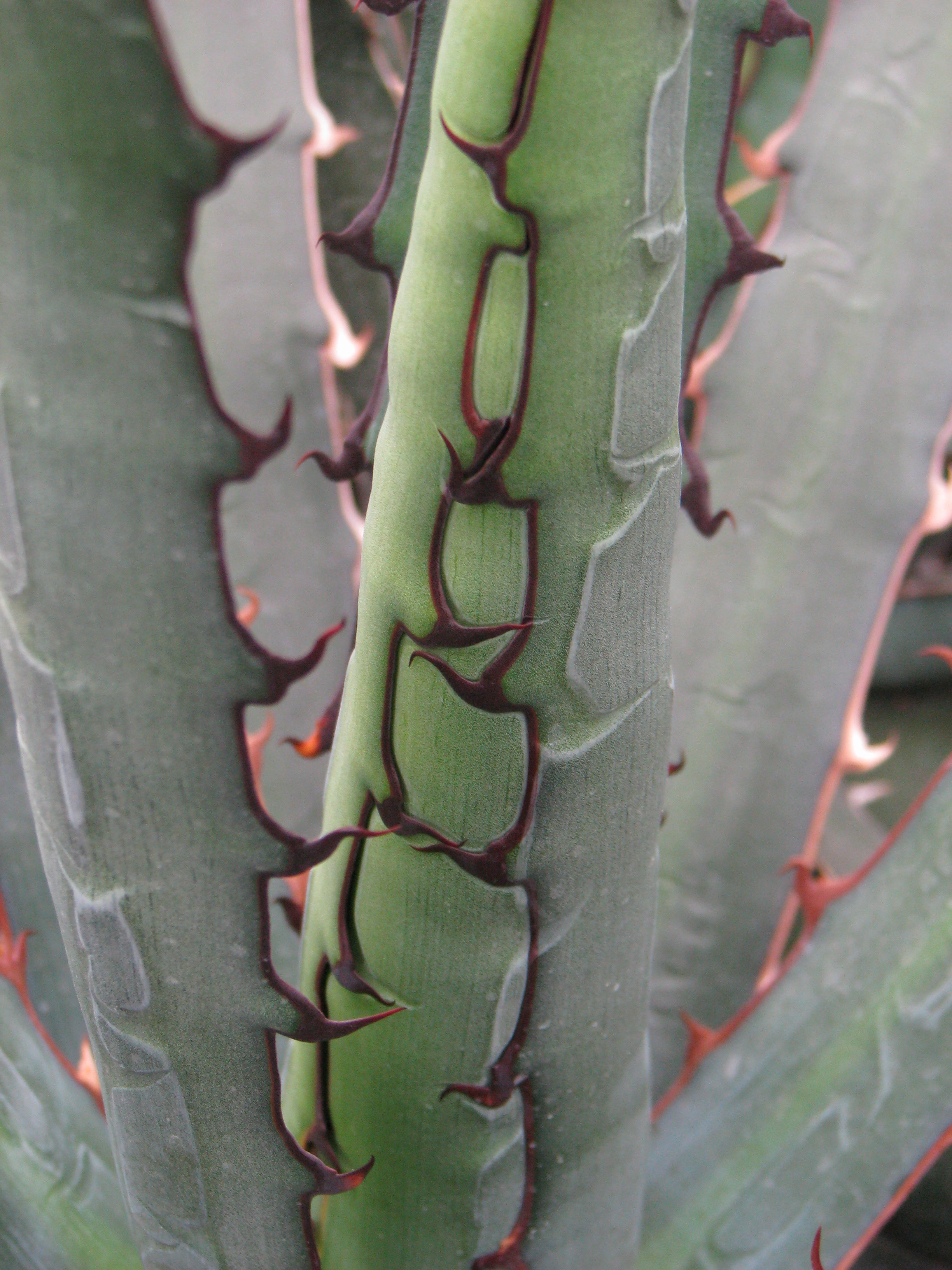